# Litopus tuberculatus
Litopus tuberculatus là một loài bọ cánh cứng trong họ Cerambycidae.